# Újbéla
Újbéla (lengyelül: Nowa Biała, szlovákul: Nová Belá németül: Neubela) falu Lengyelországban, az egykori Nowy Sącz, a mai Kis-lengyelországi vajdaságban.

## Fekvése
Nowy Targtól 10 km-re keletre, Krakkótól 70 km-re délre, a Bialka partján található.

## Története
A 18. század végén Vályi András így ír róla: „BÉLA. Új Béla, Neu Bél, Mova Bela. Elegyes tót falu Szepes Vármegyében, földes ura a’ Királyi Kamara, lakosai katolikusok, népes helység. Határja meglehetős, legelője jó, fája mind a’ kétféle, harmadik Osztálybéli.”
Fényes Elek 1851-ben kiadott geográfiai szótárában így ír a faluról: „Uj-Béla, tót m.város, Szepes vgyében, Galliczia határszélén: 820 kath., 5 evang., 11 zsidó lak. Kath. paroch. templom. Sovány föld. Roppant erdő. F. u. Szirmay. Ut. p. Késmárk.”
A település a trianoni diktátumig Szepes vármegye Szepesófalvi járásához tartozott. Egyike a trianoni diktátum aláírása után egy hónappal a belgiumi Spa-ban tartott diplomáciai konferencia által Lengyelországnak ítélt tizennégy szepességi falunak.
1939 és 1945 között a Szlovák Köztársasághoz tartozott.

## Lakossága
1910-ben 665 lakosa volt.
2011-ben 1434-en lakták. Népességének több mint 20 százaléka szlovák nemzetiségű, ezzel Újbéla tekinthető a Szepesség Lengyelországhoz került részén élő szlovák kisebbség legfontosabb településének.

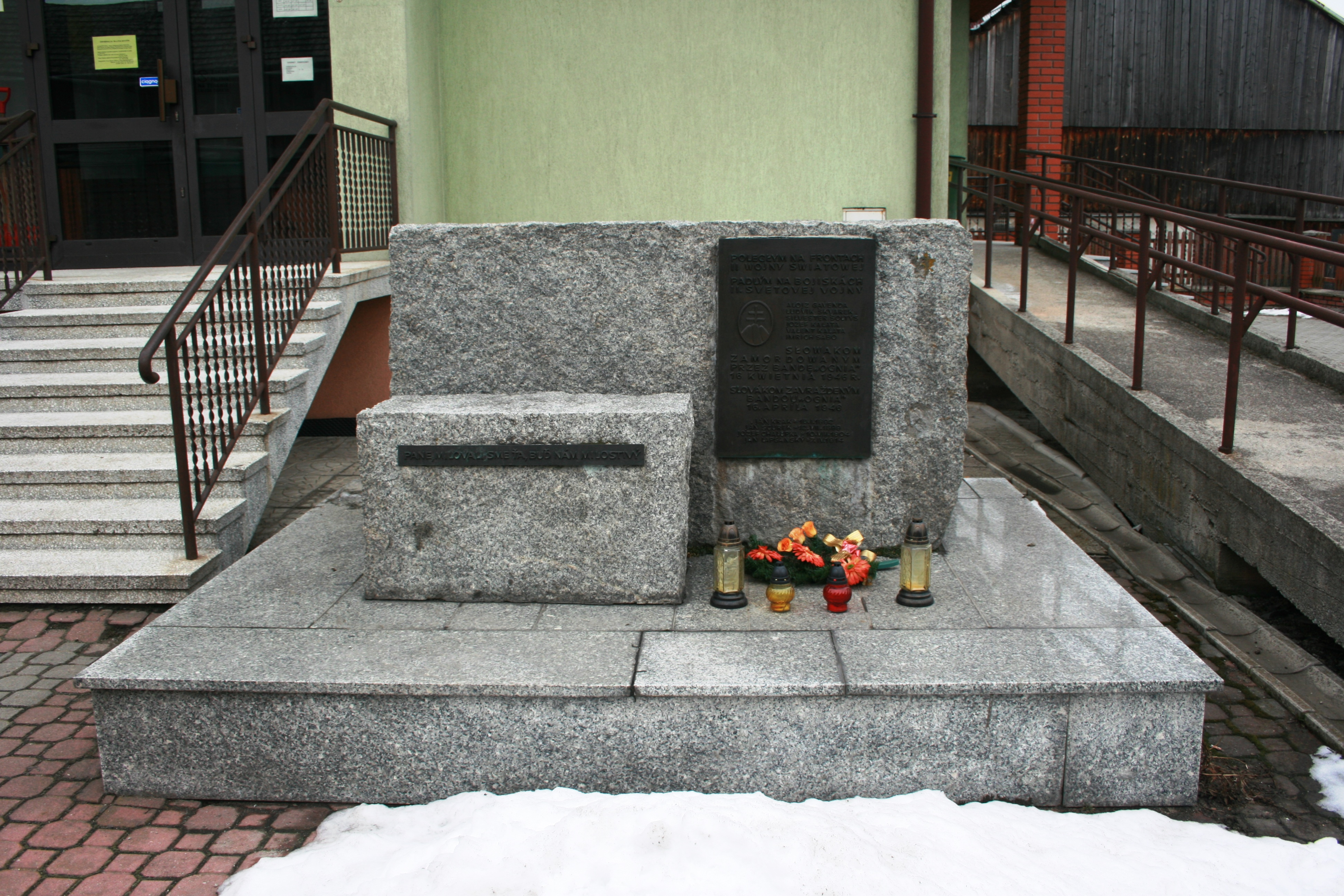
Az 1946-ban meggyilkolt szlovákok emlékműve Újbélán